# Agosta

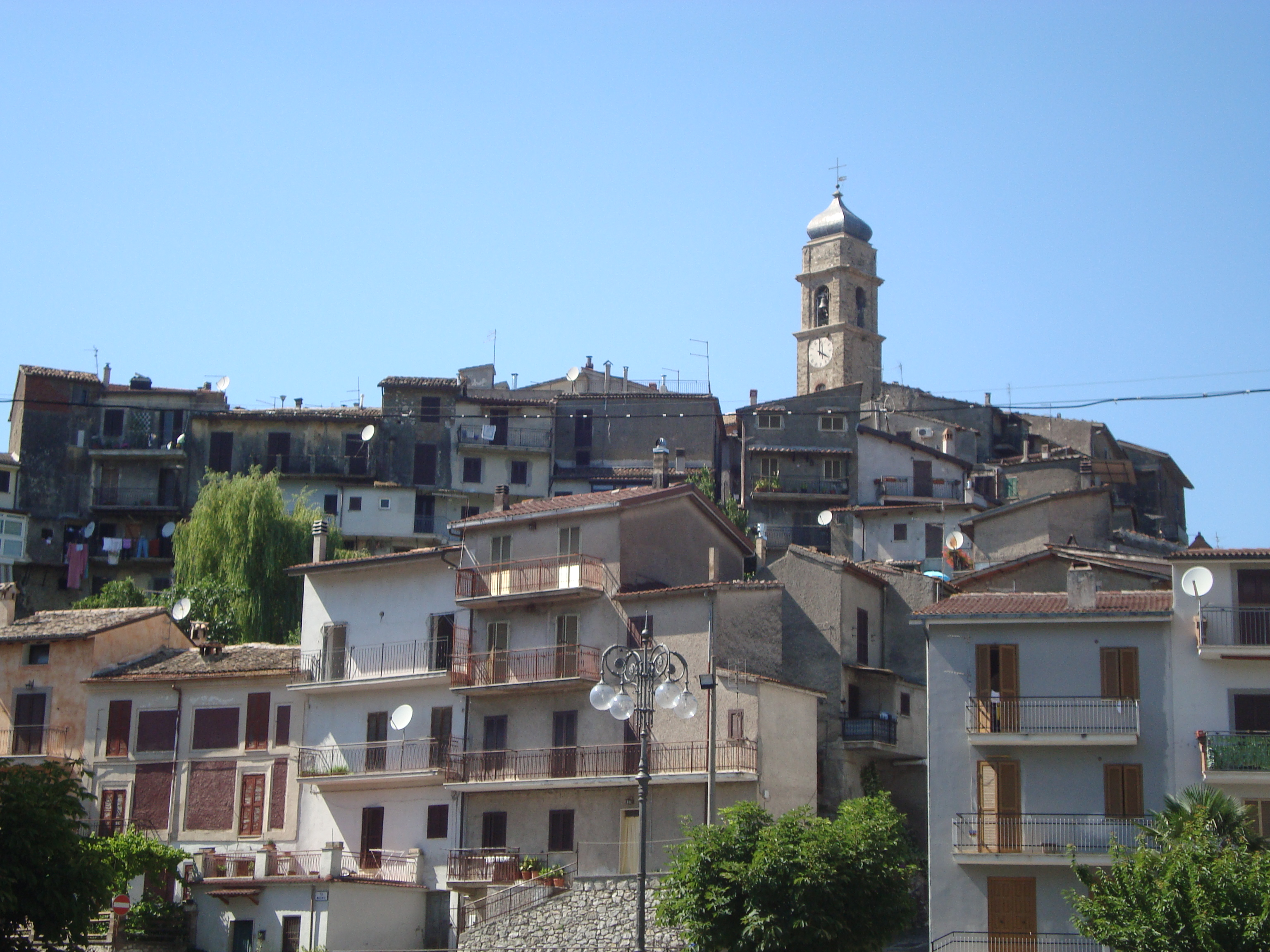
Agosta

Agosta is een gemeente in de Italiaanse provincie Rome (regio Latium) en telt 1649 inwoners (31-12-2004). De oppervlakte bedraagt 9,5 km², de bevolkingsdichtheid is 178 inwoners per km².
De volgende frazioni maken deel uit van de gemeente: Madonna della Pace, Le Selve, Cacino, Tostini, Il Barco, La Vasca.

## Demografie
Agosta telt ongeveer 720 huishoudens. Het aantal inwoners steeg in de periode 1991-2001 met 11,5% volgens cijfers uit de tienjaarlijkse volkstellingen van ISTAT.
| Jaar | Inwoneraantal |
| ---- | ------------- |
| 1991 | 1450          |
| 2001 | 1617          |

## Geografie
De gemeente ligt op ongeveer 392 m boven zeeniveau.
Agosta grenst aan de volgende gemeenten: Canterano, Cervara di Roma, Marano Equo, Rocca Canterano, Subiaco.

## Slag bij Agosta
In de Nederlandse geschiedenis is de korte maar heftige Slag bij Agosta bekend omdat Michiel de Ruyter daar op 22 april 1676 gewond raakte en een week later aan boord van zijn schip d'Eendragt in de Baai van Syracuse overleed aan wondkoorts. Zodra de Franse viceadmiraal Abraham Duquesne aan boord van zijn schip Saint Esprit hoorde dat De Ruyter dodelijk was gewond, liet hij zijn vloot uit respect terugtrekken.
Affile · Agosta · Albano Laziale · Allumiere · Anguillara Sabazia · Anticoli Corrado · Anzio · Arcinazzo Romano · Ardea · Ariccia · Arsoli · Artena · Bellegra · Bracciano · Camerata Nuova · Campagnano di Roma · Canale Monterano · Canterano · Capena · Capranica Prenestina · Carpineto Romano · Casape · Castel Gandolfo · Castel Madama · Castel San Pietro Romano · Castelnuovo di Porto · Cave · Cerreto Laziale · Cervara di Roma · Cerveteri · Ciampino · Ciciliano · Cineto Romano · Civitavecchia · Civitella San Paolo · Colleferro · Colonna · Fiano Romano · Filacciano · Fiumicino · Fonte Nuova · Formello · Frascati · Gallicano nel Lazio · Gavignano · Genazzano · Genzano di Roma · Gerano · Gorga · Grottaferrata · Guidonia Montecelio · Jenne · Labico · Ladispoli · Lanuvio · Lariano · Licenza · Magliano Romano · Mandela · Manziana · Marano Equo · Marcellina · Marino · Mazzano Romano · Mentana · Monte Compatri · Monte Porzio Catone · Monteflavio · Montelanico · Montelibretti · Monterotondo · Montorio Romano · Moricone · Morlupo · Nazzano · Nemi · Nerola · Nettuno · Olevano Romano · Palestrina · Palombara Sabina · Percile · Pisoniano · Poli · Pomezia · Ponzano Romano · Riano · Rignano Flaminio · Riofreddo · Rocca Canterano · Rocca Priora · Rocca Santo Stefano · Rocca di Cave · Rocca di Papa · Roccagiovine · Roiate · Rome · Roviano · Sacrofano · Sambuci · San Cesareo · San Gregorio da Sassola · San Polo dei Cavalieri · San Vito Romano · Sant'Angelo Romano · Sant'Oreste · Santa Marinella · Saracinesco · Segni · Subiaco · Tivoli · Tolfa · Torrita Tiberina · Trevignano Romano · Vallepietra · Vallinfreda · Valmontone · Velletri · Vicovaro · Vivaro Romano · Zagarolo